# Tipos de emisiones de radio
La Unión Internacional de Telecomunicaciones clasifica las emisiones de señales de radiofrecuencia según un esquema ya estandarizado, basado solamente en las características de las señales tales como su ancho de banda, método de modulación, tipo de señal moduladora e información transmitida en la señal portadora.
Este sistema de denominación fue acordado en la Conferencia Mundial de Radiocomunicaciones de 1979 y reemplazó a un sistema de denominación anterior, hoy en desuso.

## Detalles de la nomenclatura

### Notación
La designación de emisión es de la forma BBBB 123 45, donde BBBB es el ancho de banda de la señal, 1 es una letra que indica el tipo de la modulación utilizada de la señal portadora principal (no incluyendo cualquier subportadora), 2 es un dígito que representa el tipo de señal de modulación de la portadora principal, 3 es una letra que corresponde al tipo de información transmitida, 4 es una letra que indica los detalles prácticos de la información transmitida, y 5 es una letra que representa el método de multiplexado. Los campos 4 y 5 son opcionales.

### Ancho de banda
El ancho de banda está expresado con cuatro caracteres: tres dígitos y una letra. La letra ocupa la posición normalmente utilizada para una coma decimal, e indica en qué unidad de frecuencia suele expresar el ancho de banda. La letra H indica Hertz, K indica kiloHertz (kHz), M indica megaHertz (MHz), y G indica gigaHertz (GHz). Por ejemplo, "500H" significa 500 Hz, y "2M50" significa 2.5 MHz. El primer carácter tiene que ser un dígito entre 1 y 9; no puede ser el dígito 0 o una letra.

### Tipo de modulación
| Carácter | Descripción                                                          |
| -------- | -------------------------------------------------------------------- |
| N        | Portadora sin modular                                                |
| A        | Amplitud modulada con doble banda lateral (Radiodifusión AM)         |
| H        | Banda Lateral Única con portadora completa                           |
| R        | Banda Lateral Única con portadora reducida o variable                |
| J        | Banda Lateral Única con portadora suprimida                          |
| B        | Bandas Laterales Independientes                                      |
| C        | Banda Lateral Vestigial o Residual (como en la televisión analógica) |
| F        | Frecuencia modulada (Radiodifusión FM)                               |
| G        | Modulación de fase (PM)                                              |
| D        | Combinación de AM y FM o PM                                          |
| P        | Secuencia de pulsos sin modulación                                   |
| K        | Modulación por amplitud de pulsos                                    |
| L        | Modulación por ancho de pulsos                                       |
| M        | Modulación por posición de pulso                                     |
| Q        | Modulación de fase de la portadora durante el período del pulso      |
| V        | Combinación de métodos de modulación del pulso                       |
| W        | Combinación de cualquier de los anteriores                           |
| X        | Casos no previstos                                                   |

### Tipo de señal modulante
| Carácter | Descripción                                                 |
| -------- | ----------------------------------------------------------- |
| 0        | Ninguna señal de modulación                                 |
| 1        | Un canal que contiene información digital, sin subportadora |
| 2        | Un canal que contiene información digital, con subportadora |
| 3        | Un canal que contiene información analógica                 |
| 7        | Más de un canal que contiene información digital            |
| 8        | Más de un canal que contiene información analógica          |
| 9        | Combinación de canales analógicos y digitales               |
| X        | Ninguno de las anteriores                                   |

Los tipos 4 y 5 no figuran ya que dejaron de usarse con las regulaciones de radio en 1982.  En ediciones anteriores, indicaban servicios de fax y vídeo, respectivamente.

### Tipo de información transmitida
| Carácter | Descripción                                                            |
| -------- | ---------------------------------------------------------------------- |
| N        | Ninguna información transmitida                                        |
| A        | Telegrafía para recepción acústica, como en el caso del código Morse   |
| B        | Telegrafía para recepción automática (radioteletipo y modos digitales) |
| C        | Fax                                                                    |
| D        | Transmisión de datos, telemetría o telecontrol                         |
| E        | Telefonía, incluyendo radiodifusión de voz o música                    |
| F        | Televisión (señales de video)                                          |
| W        | Combinación de las anteriores                                          |
| X        | Casos no previstos                                                     |

### Detalles de las señales
| Carácter | Descripción |
| -------- | --- |
| A        | Código de dos condiciones, con elementos variables en cantidad y duración                                                              |
| B        | Código de dos condiciones, con elementos fijos en cantidad y duración, sin corrección de errores                                       |
| C        | Código de dos condiciones, con elementos fijos en cantidad y duración, con corrección de errores                                       |
| D        | Código de cuatro estados, cada uno por elemento de señal                                                                               |
| E        | Código de múltiples estados, un estado por elemento de señal                                                                           |
| F        | Código de múltiples estados, un carácter representado por uno o más estados                                                            |
| G        | Sonido de calidad de radiodifusión monofónica                                                                                          |
| H        | Sonido de calidad de radiodifusión estereofónica o cuadrafónica                                                                        |
| J        | Sonido de calidad comercial, excluyendo las dos categorías siguientes                                                                  |
| K        | Sonido de calidad comercial, que emplea inversión de frecuencia o división de banda                                                    |
| L        | Sonido de calidad comercial, con señales independientes moduladas en frecuencia, usadas para controlar el nivel de la señal demodulada |
| M        | Video monocromático |
| N        | Video en color |
| W        | Combinación de dos o más de los anteriores                                                                                             |
| X        | Casos no previstos |

### Multiplexado
| Carácter | Descripción                                                                      |
| -------- | -------------------------------------------------------------------------------- |
| N        | Sin multipexado                                                                  |
| C        | División de Código, incluyendo técnicas de ensanchamiento de la anchura de banda |
| F        | División de Frecuencia                                                           |
| T        | División de Tiempo                                                               |
| W        | Combinación de multiplexado por división de frecuencia y división de tiempo      |
| X        | Otros tipos de multiplexado                                                      |

## Ejemplos comunes

### Radiodifusión
A3E o A3E G
Modulación de amplitud normal utilizada para radiodifusión AM en frecuencias bajas y medias.
F8E, F8E H
Radiodifusión FM en la banda VHF, y como componente de audio de transmisiones analógicas de televisión. Como en la radiodifusión FM hay generalmente subportadoras para estereofonía y RDS, se usa el número "8", para indicar señales múltiples.
C3F, C3F N
Señales de televisión analógicas en las normas de color PAL, SÉCAM, o NTSC. Hasta 1985, se designaba como A5C
C7W
Televisión digital en la norma estadounidense ATSC, para transmisiones en las bandas VHF o UHF
G7W
Televisión digital en las normas DVB-T, ISDB-T, SBTVD o DTMB, generalmente en las bandas VHF o UHF

### Radio de dos vías
A3E
Comunicación de voz en AM utilizada para comunicaciones  aeronáuticas
F3E
Comunicación de voz en FM, usada a menudo para radio marina y muchas otras comunicaciones en la banda de VHF
20K0 F3E
Transmisión de FM de 20 kHz de ancho, con desviación de frecuencia de ±5 kHz, ampliamente usada todavía para radioafición, radiodifusión de pronósticos del tiempo por NOAA en Estados Unidos, usuarios marítimos y de aviación y usuarios móviles en tierra bajo los 50 MHz
11K2 F3E
Transmisión de FM con ancho de banda de 11.25 kHz y desviación en frecuencia de ±2.5 kHz
6K00 F3E
Transmisión de FM con ancho de banda de 6 kHz, reservado para uso futuro para Servicio Móvil Terrestre (LMRS, por sus siglas en inglés), aún requerido en la banda de seguridad pública de 700 MHz
J3E
Comunicación de voz en banda lateral única, usada en bandas HF por usuarios marítimos, aeronáuticos y aficionados.
R3E
Comunicación de voz en banda lateral única, con portadora reducida (AME), principalmente usada en las bandas de HF por el ejército (también conocida como banda lateral compatible)

### Datos a baja velocidad
N0N
Portadora continua sin modular, anteriormente común para Radiogoniómetro (RDF) en navegación marina y aeronáutica.
A1A
Señalización por interrupción directa de la portadora, también conocida como onda continua (CW) o Modulación Digital de Amplitud (OOK), actualmente usada en radioafición. Esto es a menudo, pero no necesariamente, transmisión de código Morse.
A2A
Señalización mediante la transmisión de un tono modulado con una portadora, de modo que se pueda escuchar con un receptor de AM común. Anteriormente se usaba ampliamente para la identificación de balizas no direccionales, generalmente, pero no exclusivamente, mediante código Morse (un ejemplo de una onda continua modulada, a diferencia de A1A, más arriba).
F1B
Telegrafía por modulación por desplazamiento de frecuencia (FSK) como en el caso del radio-teletipo.
F1C
Servicio de fax por radio de alta frecuencia.
F2D
Transmisión de datos por modulación de frecuencia de una portadora con una señal de audio de subportadora FSK. A menudo llamada AFSK/FM.
J2B
Modulación por desplazamiento de fase como PSK31 (BPSK31)